# Amedé Koffi Kouakou
Amédé Koffi Kouakou  est un homme politique ivoirien, né le 26 mars 1966 à Divo. Il est le ministre de l'Équipement et de l'Entretien routier depuis le 10 juillet 2018. Amédé Koffi Kouakou est membre du Rassemblement des houphouétistes pour la démocratie et la paix (RHDP). Il est docteur et ingénieur en génie civil.

## Biographie
Amédé Koffi Kouakou est né le 26 mars 1966 à Divo, ville située au sud-ouest de la Côte d'Ivoire.

### Parcours académique et professionnel
Amédé Koffi Kouakou obtient le baccalauréat en 1987, au lycée technique d'Abidjan (Côte d'Ivoire). puis en 1992, il poursuit ses études à  École nationale supérieure des travaux publics de Yamoussoukro (ENSTP) de Yamoussoukro (Côte d'Ivoire), où il sort major de promotion et devient ingénieur des travaux publics. Il obtient en 1993 un diplôme d'études approfondies en génie civil, à l'université Toulouse III (France) avec la mention assez bien. Il soutient sa thèse de doctorat en génie civil en 1996, dans la même établissement avec la mention très honorable avec les félicitations du jury,.
Il est auteur et coauteur de plusieurs publications dans le domaine des travaux publics.
Amedé Koffi Kouakou entame sa carrière au Laboratoire du bâtiment et des travaux Publics (LBTP) de Côte d’Ivoire en octobre 1996. Il y occupe successivement plusieurs postes de responsabilité. D’octobre 1996 à janvier 2001, il est chargé des activités de recherche et de l’assurance qualité. En janvier 2001, il devient chef du département Génie civil, fonction qu’il assure jusqu’en août 2002. Entre août 2002 et janvier 2005, il dirige le département Recherche. Il est ensuite nommé directeur technique de l’institution, poste qu’il occupe de janvier 2005 à décembre 2009. En décembre 2009, il est promu directeur général adjoint. Il conserve cette fonction jusqu’en janvier 2012. De 2012 à janvier 2017, il assure la direction générale du LBTP.

## Politique
Amédé Koffi Kouakou est maire de la commune de⁣⁣ Divo⁣⁣ depuis 2013.
En janvier 2017, il est nommé ministre des Infrastructures économiques dans le premier gouvernement Gon Coulibaly,. En juillet 2018, il devient ministre de l'Équipement et de l'Entretien routier dans le Coulibaly II, fonction qu'il conserve successivement dans les gouvernements Coulibaly III, Bakayoko, Achi I, II et Beugré Mambé.
En mars 2021, il est élu député de la circonscription de Divo sous-préfecture sous la bannière du Rassemblement des houphouëtistes pour la démocratie et la paix (RHDP), parti dont il est le coordonnateur de la région du Lôh-Djiboua.
Lors des l'élections régionales de septembre 2023 dans la région du Lôh-Djiboua, Koffi Kouakou est élu président du conseil régional avec 67,2 % des suffrages devant Moïse Lida Kouassi (PPA-CI, 20,0 %) et Dominique Babli (PDCI, 12,8 %).